# Chiesa di San Filastro (Villongo)
La chiesa di San Filastro è il principale luogo di culto cattolico di Villongo in provincia e diocesi di Bergamo; fa parte del vicariato di Predore.

## Storia
La prima citazione di un edificio di culto nella località di Solerolo di Villongo è inserita nell'elenco "nota ecclesiarum" ordinato da Bernabò Visconti nel 1360 che indicava quali fossero i benefici di cui godevano le chiese e i monasteri del territorio di Bergamo per poter definire i censi da versare alla chiesa di Roma e alla famiglia Visconti di Milano. Dall'elenco si deduce che la chiesa aveva censiti due benefici titolari ed era inserita nella pieve di san Lorenzo di Calepio.
Risale al 1º novembre 1416 la posa della prima pietra di una nuova chiesa dedicata a san Filastro dal vescovo di Brescia Francesco Aregazzi.
Nel 1568 durante il concilio diocesano di Bergamo voluto dal vescovo Federico Corner, furono istituiti i vicariati foranei in ottemperanza di quanto stabilito dal primo sinodo provinciale del 1565, e la chiesa parrocchiale fu inserita nella pieve di San Lorenzo di Castelli Calepio. Nel 1574, durante il III sinodo, furono confermate le disposizioni e la pieve di Calepio fu divisa in due aree.
La chiesa fu visitata da san Carlo Borromeo arcivescovo di Milano, il 16 settembre 1575. Dagli atti della visita si deduce che vi erano cinque altari di cui quello maggiore retto dalle scuola del Santissimo Sacramento. Della parrocchia facevano parte le chiese dell Santissima Trinità e San Nazario a Castiglioni. Le funzioni erano rette da un sacerdote curato titolare coadiuvato. Nel Beneficiorum ecclesiasticorum del 1577 che indica i benefici delle chiese della bergamasca, si deduce che vi erano i benedivi di "Vicuslongus" e "Olonum" uno intitolato a San Filastro vescovo di Brescia e l'altro a SantAlessandro di Bergamo. 

La relazione della visita pastorale di san Gregorio Barbarigo del 1659, conferma che la chiesa era inserita nel vicariato di Calepio, aveva un beneficio ed era retta da sei sacerdoti di cui due presenti nella chiesa della Santissima Trinità, uno incaricato all'oratorio di Castione. Vi erano le congregazioni del Santissimo Sacramento e del Santo Rosario, presso gli altari omonimi, oltre alla scuola della dottrina cristiana e la pia confraternita della Misericordia di Bergamo..
Nel 1666 la chiesa fu inserita nel “Sommario delle chiese di Bergamo”, elenco redatto dal cancelliere della curia vescovile Giovanni Giacomo Marenzi. La chiesa è indicata sempre con l'intitolazione a san Filastro vescovo di Brescia; vi erano quattro altari e le scuole del Santissimo Sacramento e Rosario, e il luogo Pio della Misericordia. In prossimità vi erano l'oratorio di San Giacomo, della Madonna della Tribolina in località della Santissima Trinità, San Nazaro nella contrada di Castione, quello di Sant'Alessandro dedicato alla sepoltura, quello di San Gennaro nella contrada di Seranica, la chiesa del monastero detto al Montechio dei frati serviti. La parrocchiale era retta da sei sacerdoti.
Dal 1734 risulta che la chiesa fosse compresa sempre nella zona vicariale di Calepio. Il 23 giugno 1781 la chiesa fu visitata dal vescovo Giovanni Paolo Dolfin, negli atti fu inserita la relazione dell'allora parroco che documenta la presenza di sette altari di cui quello maggiore retto dalla scuola del Santissimo Sacramento, quello intitolato alla Madonna dalla confraternita del Santo Rosario. La chiesa era retta da un parroco coadiuvato da tre sacerdoti.
La chiesa fu ristrutturata nel XVIII secolo, e nella seconda metà dell'Ottocento furono realizzati i decori interni da Giovanni Rigamonti e Luigi Seminati. Nel Novecento furono realizzati la Crocifissione nella zona absidale e le medaglie con san Filastro e la Gloria dell'Agnello con santa Anna e la Madonna dall'artista Umberto Merigliani. Fu poi oggetto di lavori di manutenzione e mantenimento con opere di ammodernamento durante tutto il XX secolo.
Con decreto del 27 maggio 1979 del vescovo Giulio Oggioni la chiesa fu inserita nel vicariato locale di Predore.

## Descrizione

### Esterno
L'edificio di culto è preceduto da un sagrato con pavimentazione in lastre di pietra. La facciata è tripartita da lesene e si sviluppa su due ordini divisa da una cornice marcapiano. Nell'ordine inferiore centrale vi è l'ingresso principale con contorno in pietra di Sarnico che regge il timpano spezzato completo di cimasa. Il frontone termina con il timpano triangolare dove è posta la scritta con l'intitolazione della chiesa.

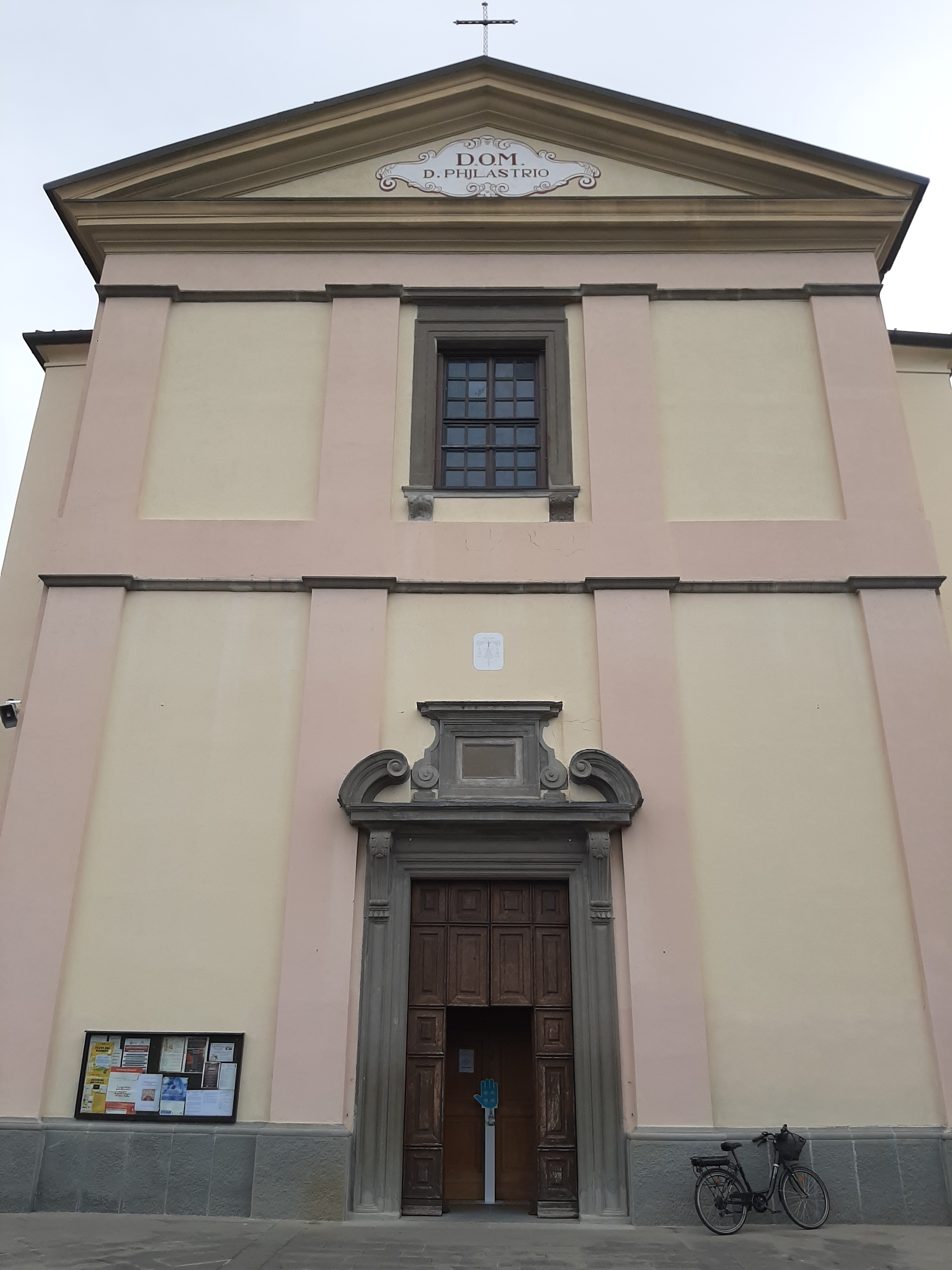
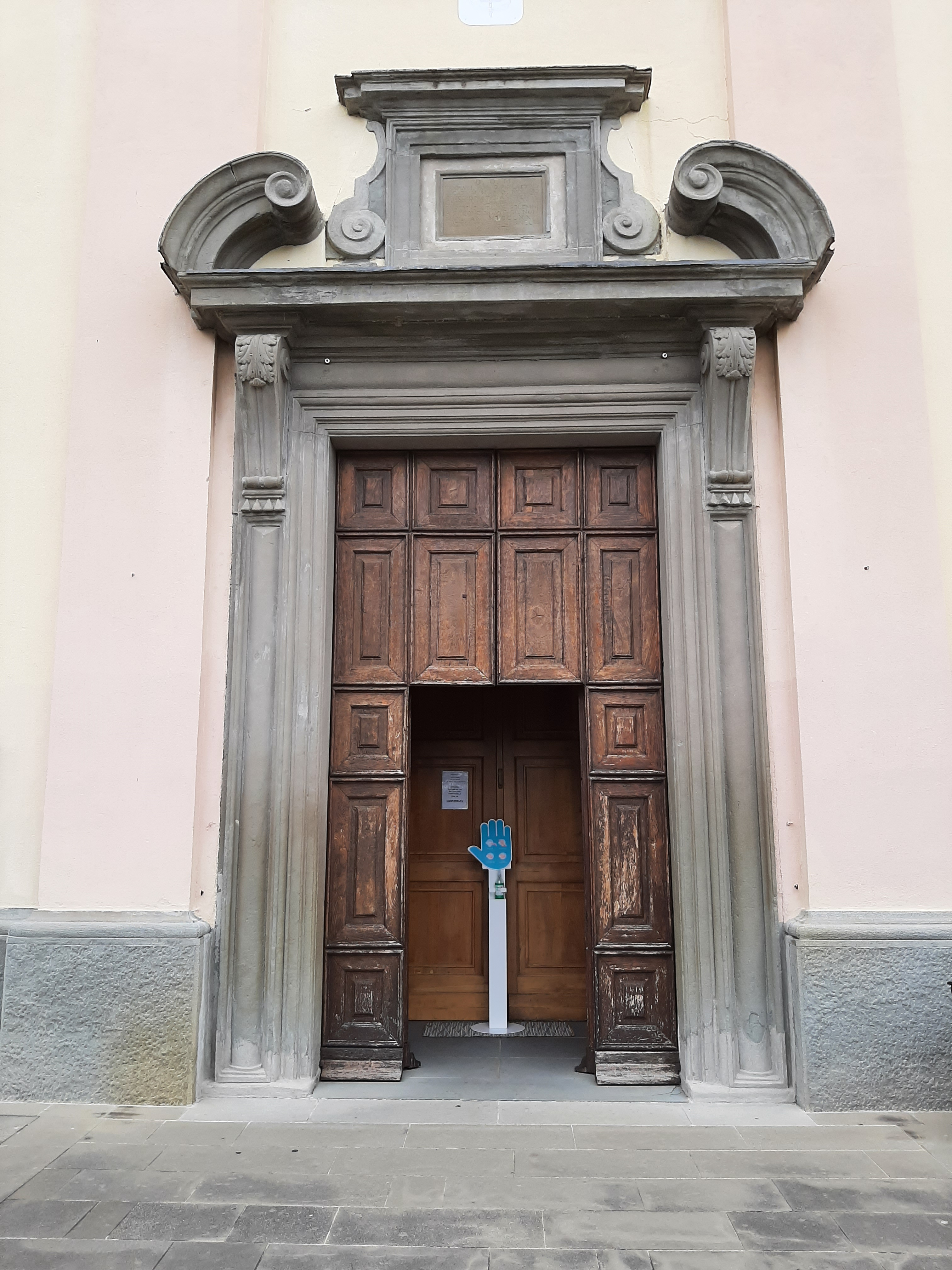
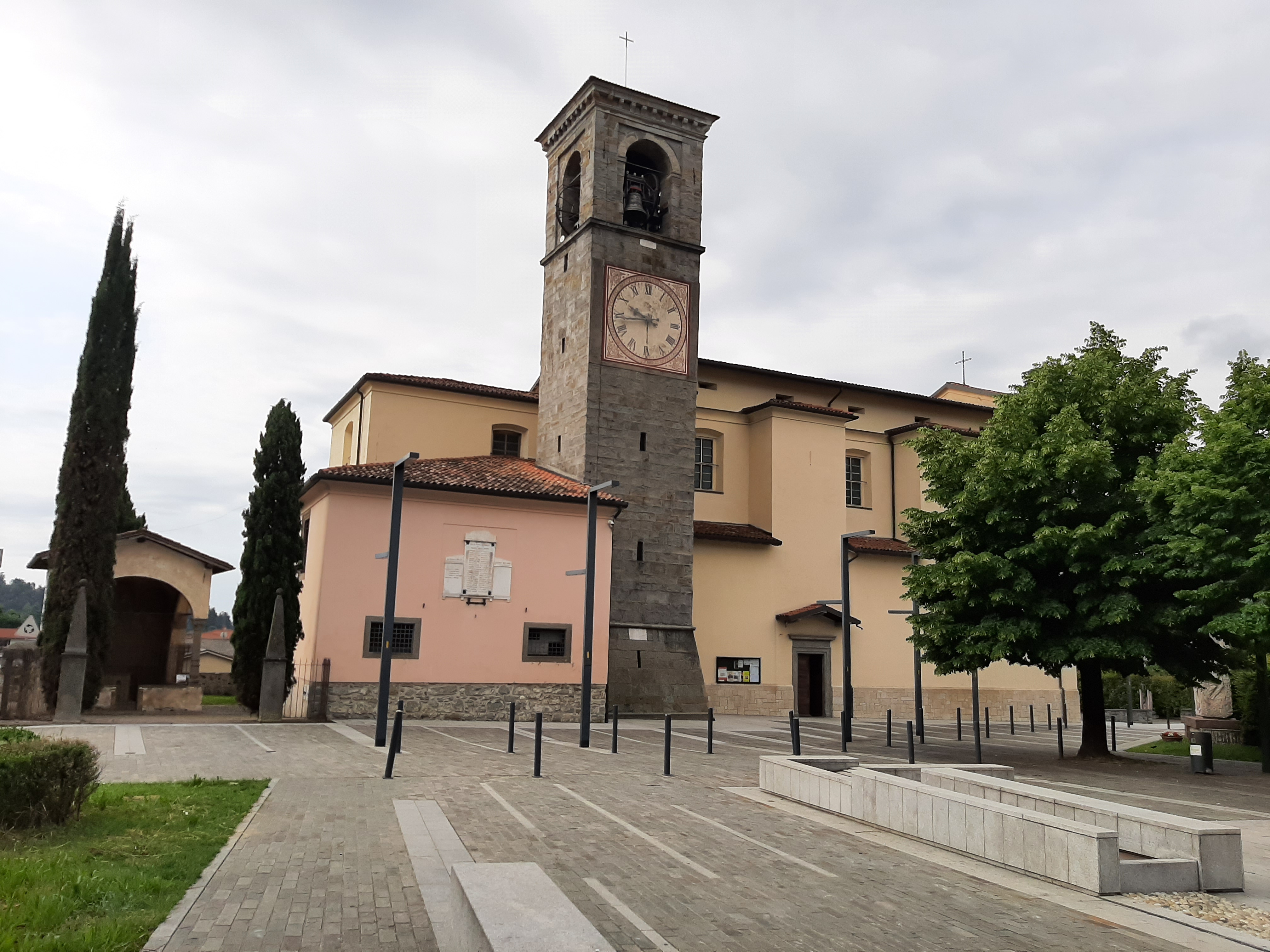
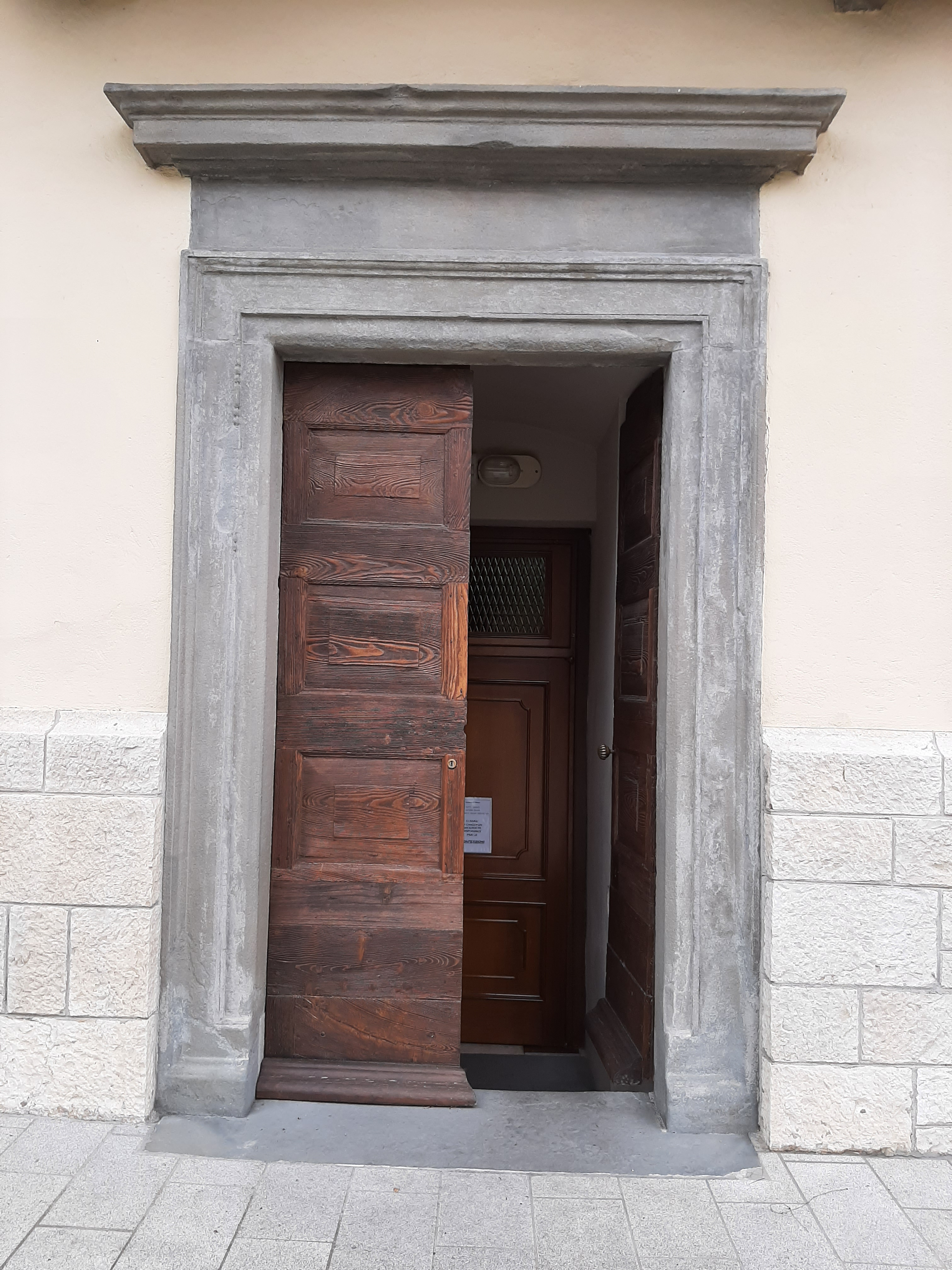

### Interno
L'interno a pianta rettangolare e a unica navata presenta lesene che dividono l'aula in tre campate. Le lesene sono complete di zoccolatura in stucco e capitelli d'corinzi che reggono il cornicione che percorre tutta l'aula praticabile. La parte superiore ha tre finestre per lato che illuminano la navata con strombature che si raccordano alla volta a botte. La prima campata è dedicata all'altare di santa Caterina a sinistra e corrispondente a destra l'altare dei santi Fermo, Rustico, Apollonia e Lucia. Nella seconda campata è presente a sinistra l'altare intitolato alla Madonna del Rosario e santi e corrispondente di sant'Anna.
La zona presbiteriale rialzata da due gradini è preceduta dall'arco trionfale e da due ancone dove sono conservate le sante reliquie. La parte ha volta a botte e termina con coro a pianta rettangolare.

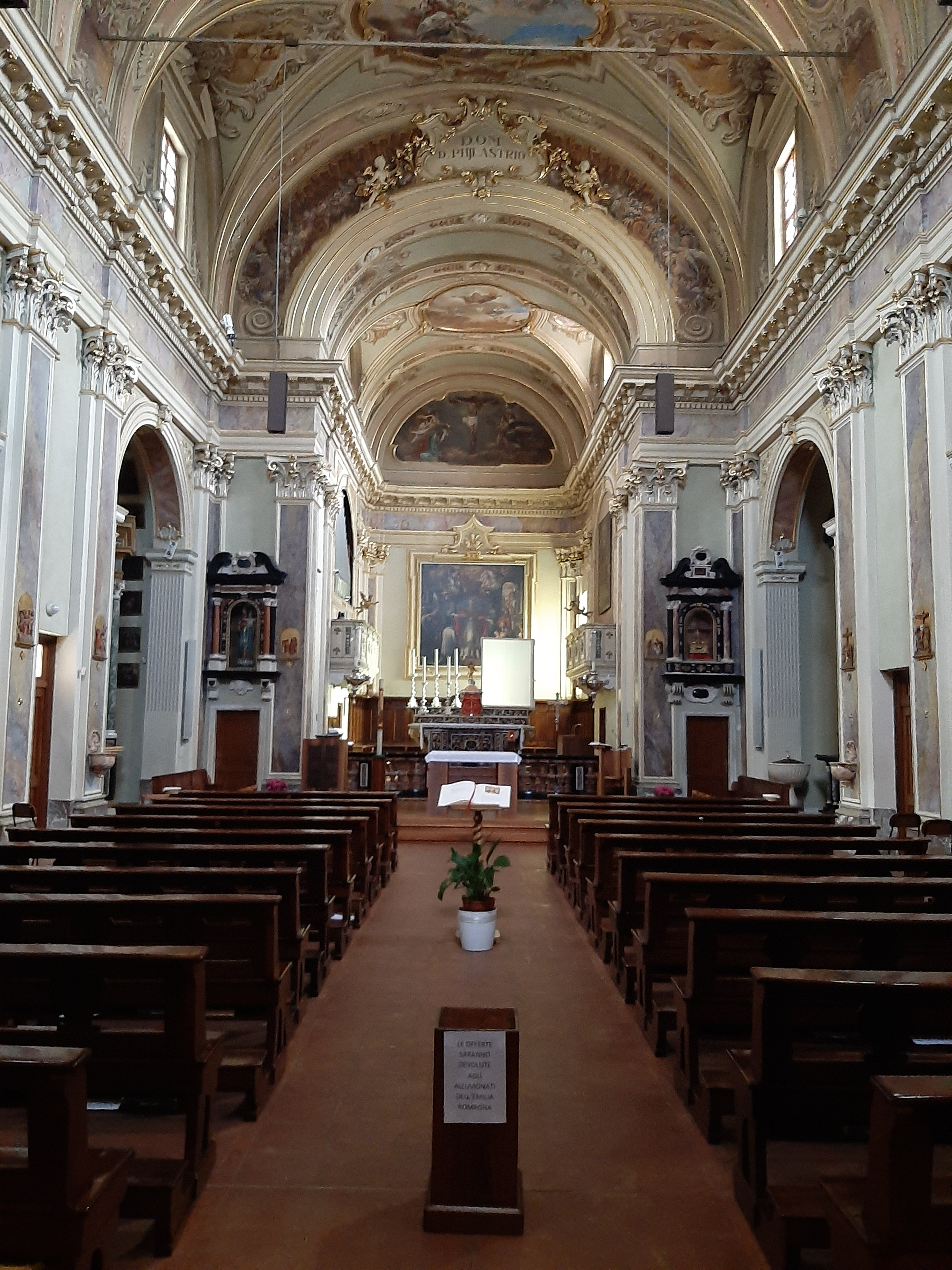
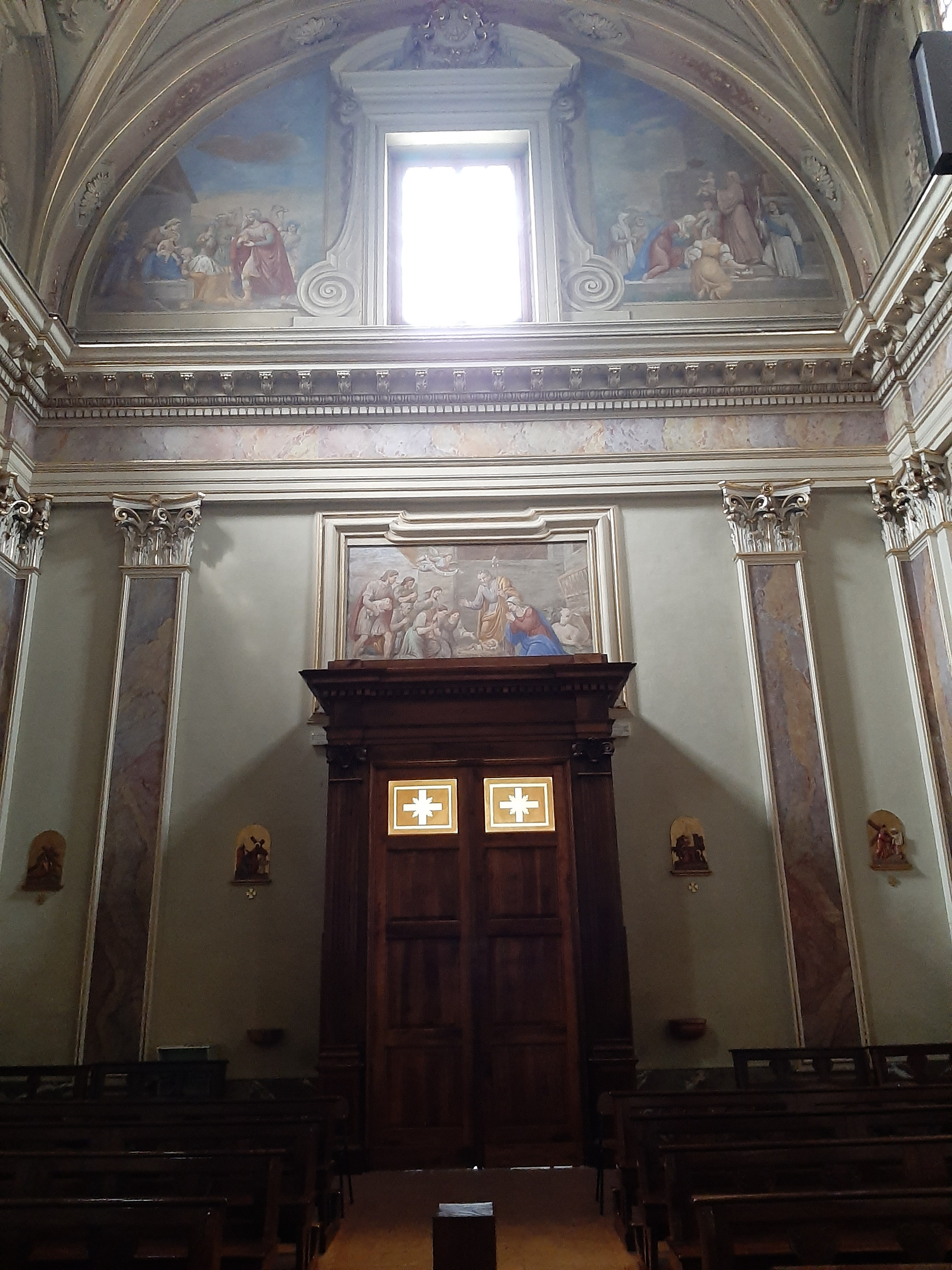
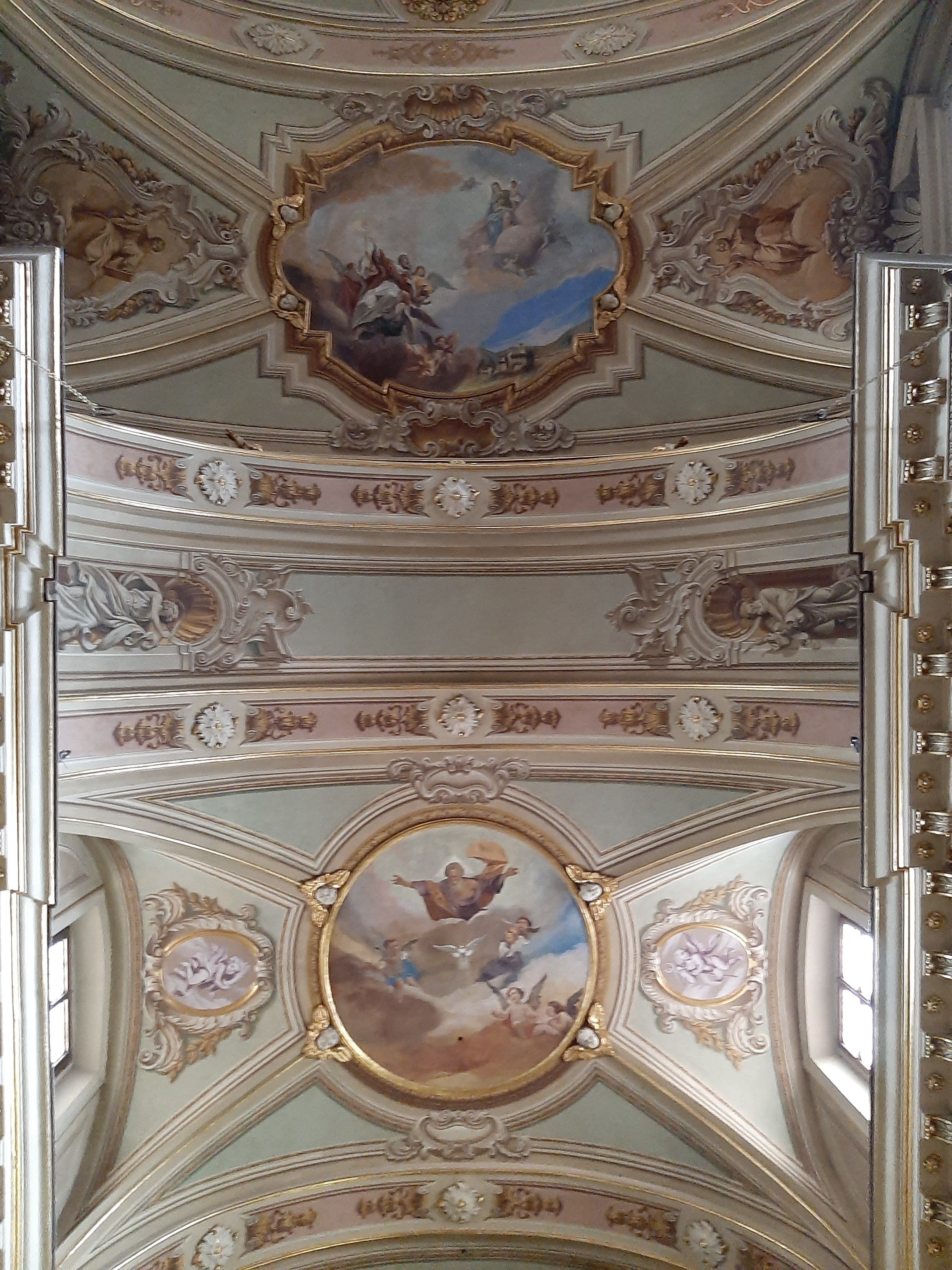
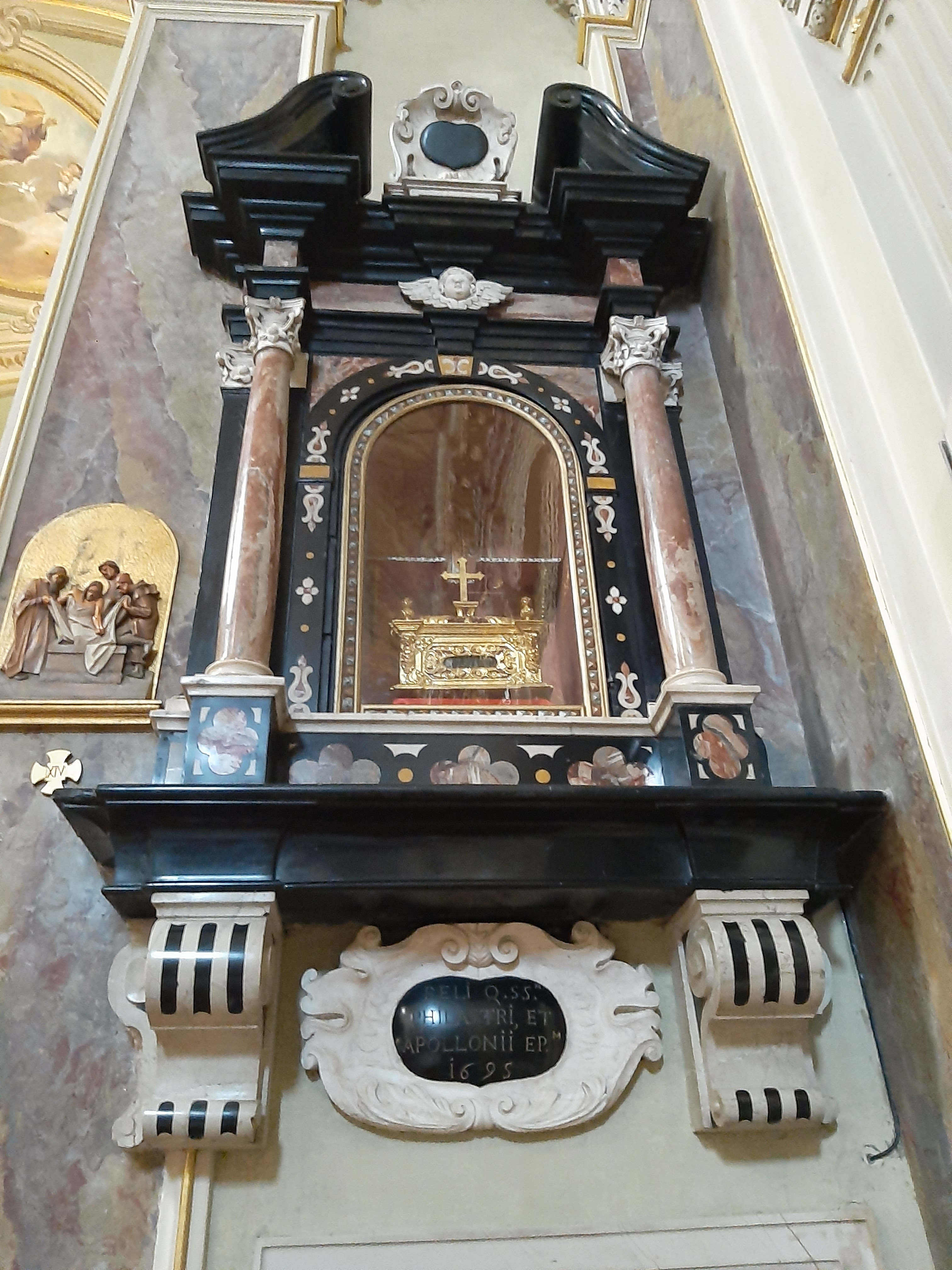
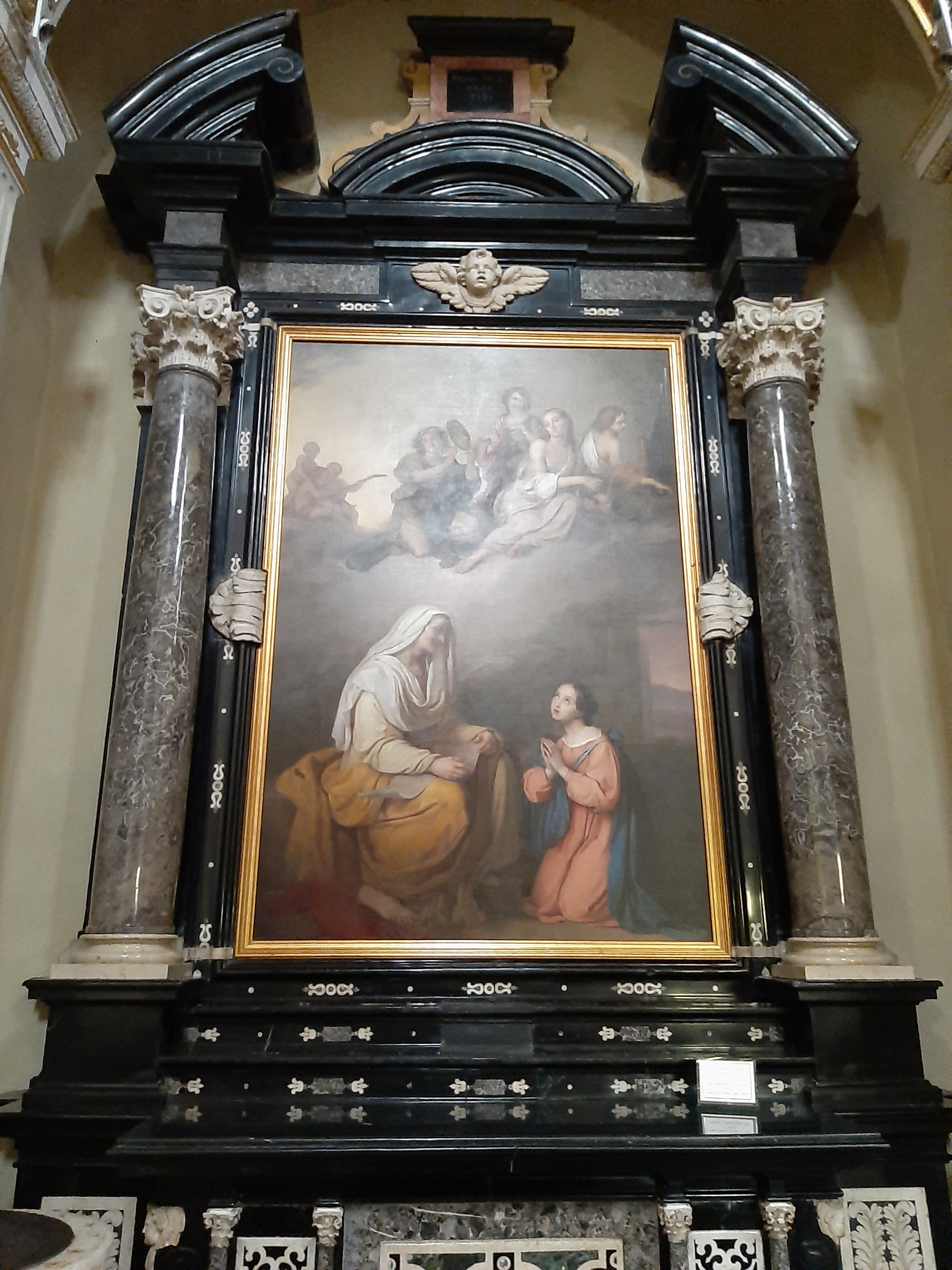
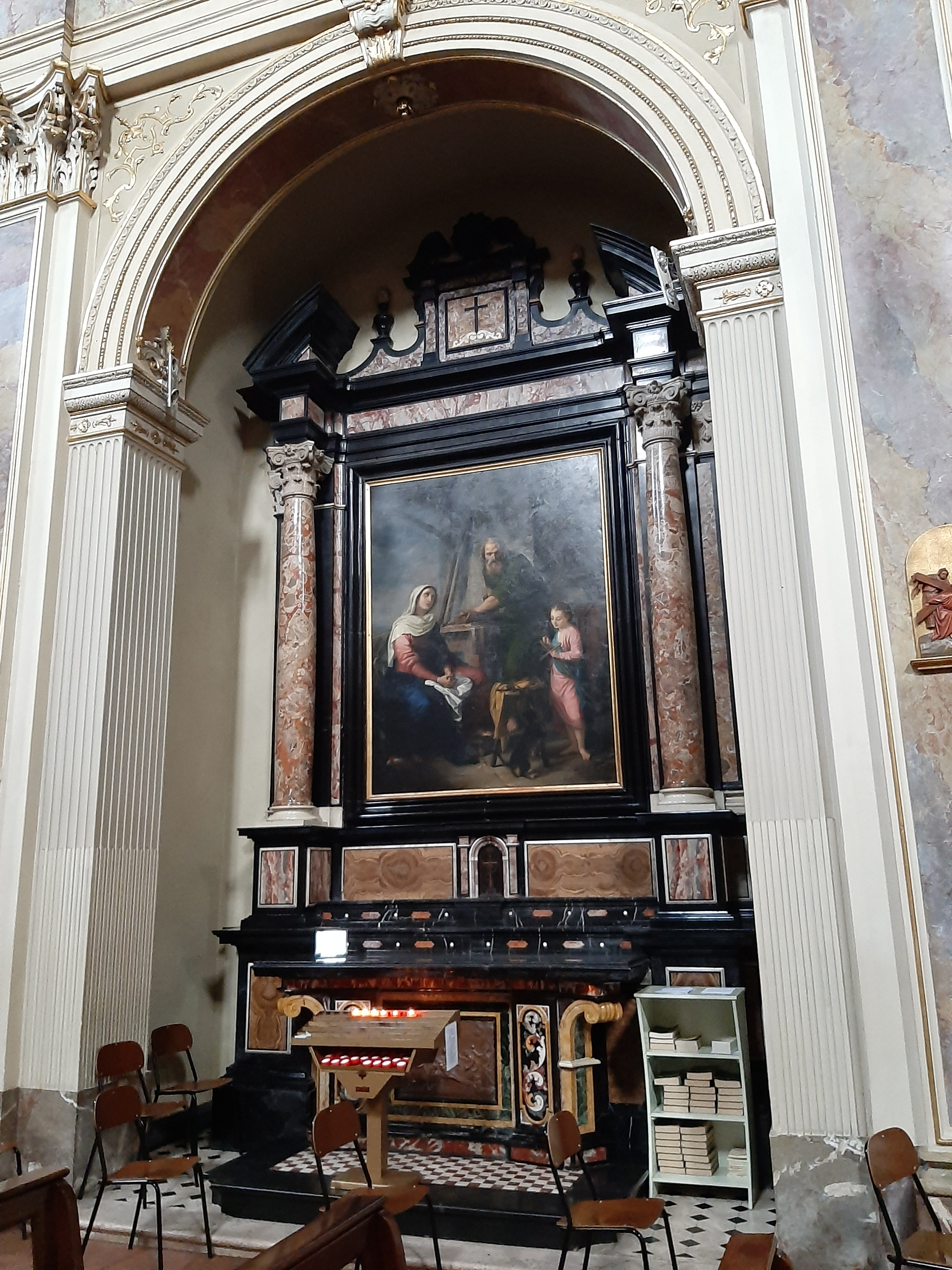
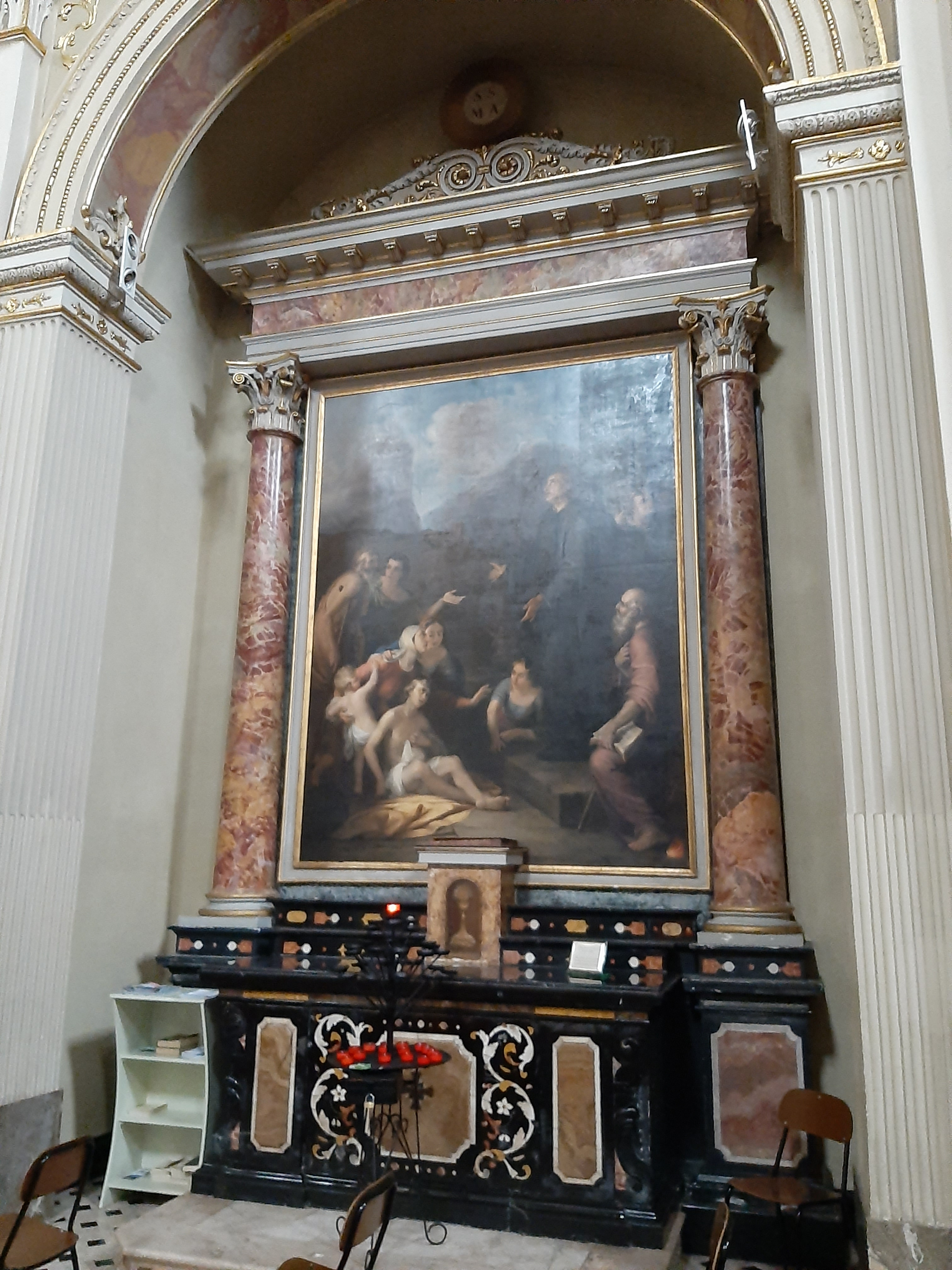
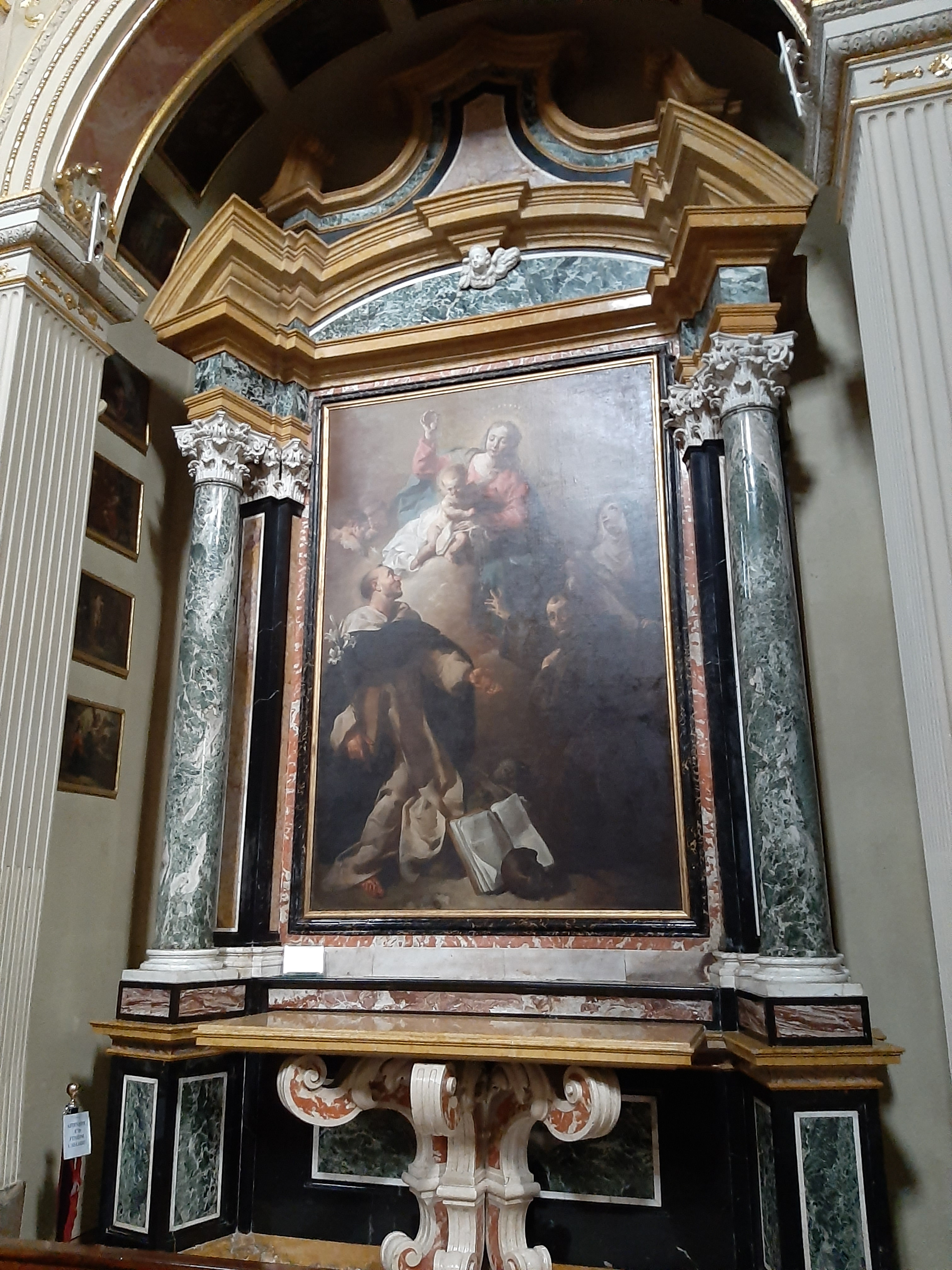